# Hedinia implexa
Hedinia implexa är en bäcksländeart som beskrevs av Navás 1936. Hedinia implexa ingår i släktet Hedinia och familjen rovbäcksländor. Inga underarter finns listade i Catalogue of Life.